# Ken Ilsø
Ken Ilsø Larsen (Kopenhagen, 2 december 1986) is een Deens voormalig voetballer die doorgaans speelde als middenvelder. Tussen 2005 en 2019 was hij actief voor sc Heerenveen, FC Zwolle, SønderjyskE, FC Midtjylland, Fortuna Düsseldorf, VfL Bochum, Guangzhou R&F, Home United, Kedah FA, Penang FA en Adelaide United.

## Clubcarrière
Ilsø was actief in de jeugd van BK Frem en werd daar in 2004 weggeplukt door sc Heerenveen. Bij de Friese club kwam de aanvallende middenvelder echter niet verder dan één duel en in 2007, na een verhuurperiode bij FC Zwolle vertrok hij weer. Hierop tekende de Deen bij SønderjyskE, wat hij later weer verliet voor FC Midtjylland. In 2011 werd Ilsø verhuurd aan Fortuna Düsseldorf. Fortuna nam de Deen dat jaar nog definitief over en in 2013 tekende hij weer bij VfL Bochum. Vanaf februari 2014 speelde hij bij Guangzhou R&F in China. In januari 2015 ging hij voor Home United uit Singapore spelen. In januari 2017 verkaste hij naar Kedah FA in Maleisië. Bij die club maakte hij vijftien doelpunten in achttien wedstrijden, voor hij weer vertrok na één seizoen. In januari 2018 ging hij voor Penang FA spelen. Een halfjaar later werd Adelaide United zijn nieuwe club. In maart 2019 werd Ilsø voor twee jaar geschorst na een positieve dopingtest. Later dat jaar besloot de Deen op 32-jarige leeftijd een punt te zetten achter zijn actieve loopbaan.